# Symphonie Manfred (Tchaïkovski)
Pour les articles homonymes, voir Manfred.
La Symphonie Manfred en si mineur (en russe : Манфред ; en orthographe précédant la réforme de 1917-1918 : Манфредъ), op. 58, est une œuvre de Piotr Ilitch Tchaïkovski en quatre scènes, d’après le poème dramatique Manfred de Lord Byron. Composée entre mai et septembre 1885, elle est créée à Moscou, le 11 (23) mars 1886, sous la direction de Max Erdmannsdörfer.
La symphonie est dédiée à Mili Balakirev, qui en proposa le thème à Tchaïkovski et s’efforça de diriger son travail.

## Structure
1. Lento lugubre (si mineur)
2. Vivace con spirito (si mineur)
3. Andante con moto (sol majeur)
4. Allegro con fuoco (si mineur)

## Orchestration
| Bois |
| --- |
| 3 flûtes (la 3e prend le piccolo), 2 hautbois, 1 cor anglais, 2 clarinettes (en la), 1 clarinette basse (en si bémol), 3 bassons |
| Cuivres |
| 4 cors (en fa), 2 cornets (en la), 2 trompettes (en ré), 3 trombones (2 ténors et 1 basse), 1 tuba                               |
| Percussions |
| timbales, cymbales, grosse caisse, cloches, tambourin, triangle, tam-tam                                                         |
| Clavier |
| orgue (dernier mouvement) |
| Cordes |
| 2 harpes, premiers violons, seconds violons, altos, violoncelles, contrebasses                                                   |

## Genèse

### Proposition de Balakirev à Berlioz

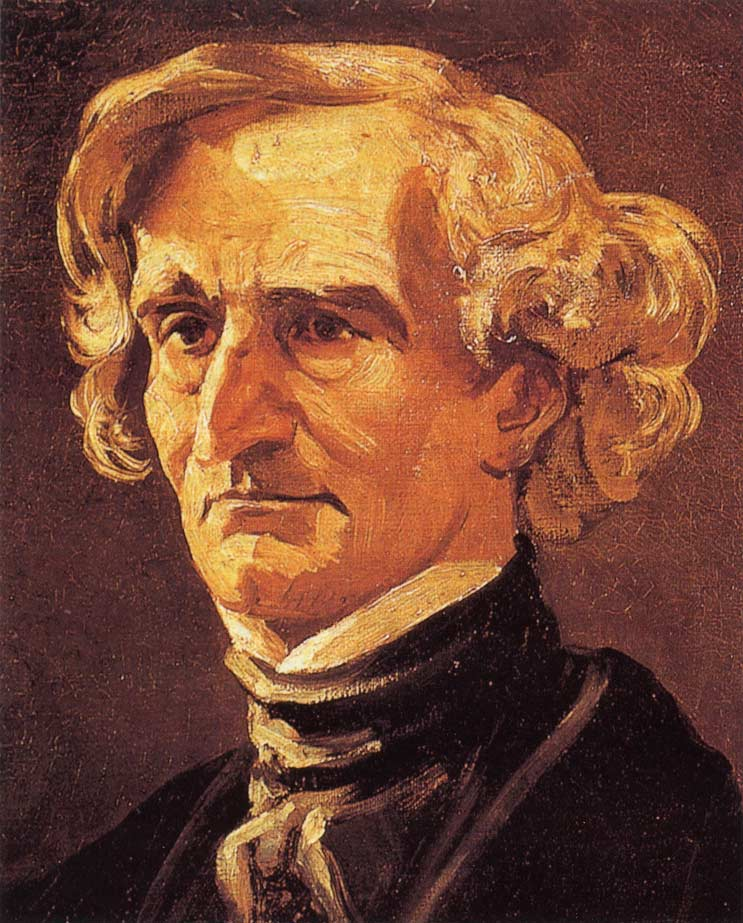
Hector Berlioz, à qui Balakirev proposa initialement l’idée d'une symphonie sur le thème de Manfred.

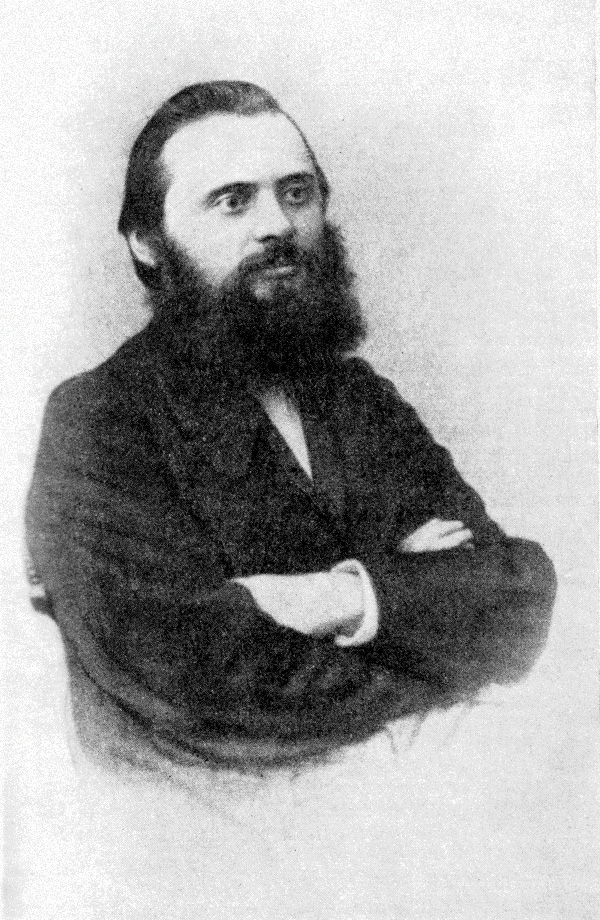
Mili Balakirev, le fondateur du groupe des Cinq.

C’est en 1867–1868 qu’Hector Berlioz effectue son dernier voyage en Russie. À cette occasion, il reçoit une lettre de Mili Balakirev qui a entendu son Harold en Italie. Balakirev lui-même a été sollicité par son ami Vladimir Stasov pour écrire une vaste symphonie à programme d’après Byron ; il écrit à Berlioz : 

« Vous aimez Byron, lequel a imaginé tant de sujets fascinants qui vous conviendraient parfaitement; je pense à Manfred. Il est impossible de refuser une symphonie consacrée à un tel héros, pour la seule raison que Byron avait une destinée semblable à la vôtre. Tout comme les Anglais, qui, englués dans leur morale pharisienne et dans les mœurs d’une routine conventionnelle n’ont pas réussi à le comprendre, les Français ne vous ont pas compris parce qu’ils n’ont pas atteint le niveau de maturité musicale qui leur permettrait de voir plus loin que l’art de quelqu'un comme Gounod. Mais revenons à Manfred… J’imagine le premier mouvement de votre symphonie de cette manière :
[Suit le programme de Stasov.]
Quel merveilleux sujet pour un premier mouvement ! Le second est en pleine opposition au premier. Ce serait quelque chose dans le style de votre scène aux champs de votre première symphonie. […] Troisième mouvement : un scherzo fantastique dans le style de votre Reine Mab. On ne peut qu’imaginer les délicates couleurs que vous pourriez utiliser pour l’orchestre, les combinaisons nouvelles et originales que vous tenteriez.
Quatrième mouvement : un allegro sauvage et sans retenue, plein de folle audace, dans le style de votre Harold.
Dans tous les cas, j’aimerais connaître votre opinion à ce sujet. Il me semble qu’il ait été conçu pour vous. Dans tous les cas, que ce sujet vous parle ou non, je me permets de vous dire que ce serait un péché de ne pas le traiter, vous le premier compositeur d'Europe. »

Balakirev, qui comme à son habitude se comporte en chef de groupe, décrit à Berlioz la symphonie idéale qu’il aurait pu composer, sorte de mélange de la Symphonie fantastique, de Harold en Italie et de Roméo et Juliette. Mais Berlioz devait mourir l’année suivante et Balakirev attendra quatorze ans avant de repenser à ce projet.

### Proposition du projet à Tchaïkovski

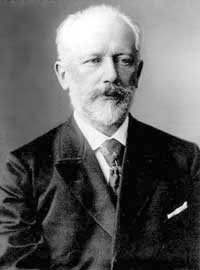
Piotr Ilitch Tchaïkovski (1840–1893), le compositeur de la symphonie Manfred.

En 1881, Tchaïkovski dédie à Balakirev son ouverture fantaisie Roméo et Juliette. Ce n’est qu'un an plus tard qu’il reçoit une réponse du dédicataire, datée du 28 septembre (10 octobre) 1882 :

« Je serai heureux de vous rencontrer et j’aimerais à cette occasion vous faire part du programme d’une symphonie que vous mèneriez à bien magnifiquement. Je dois vous avouer que j’ai récemment étudié vos partitions et, il est nécessaire de le dire, je me suis réjoui de voir combien votre talent s’était développé et avait gagné en force. Vous avez atteint votre apogée dans vos deux poèmes symphoniques La Tempête et Francesca da Rimini, surtout dans ce dernier. Mais pourquoi les avoir si malencontreusement baptisés “fantaisies” ? Peut-être parce que tout baron possède sa propre fantaisie. Il me semble que dans le sujet que je vous ai préparé vous devriez faire aussi bien que dans ces pièces, car je pense que j’ai très bien mis à jour l'endroit où réside votre force. »

Tchaïkovski remercie Balakirev des compliments qui lui sont faits, mais s’excuse de ne pouvoir pour le moment le rencontrer :

« En lisant ces mots, ne voudriez-vous pas me communiquer le fond du programme du sujet que vous me proposez dans votre lettre ? Cela m’intéresse beaucoup. Je vous promets fermement que, si ma santé me le permet, je mènerai avec le plus grand empressement la tâche que vous me soumettez. »

Balakirev lui répond le 28 octobre (9 novembre) : 

« J’ai fait à l’origine cette proposition à Berlioz, qui l’a déclinée car son âge et son état de santé le portaient à ne plus composer du tout. La partition de votre Francesca me donna l’idée que vous réussirez brillamment, à condition que vous vous exerciez, que vous critiquiez sévèrement votre œuvre, que vous permettiez à votre imagination de mûrir et que vous ne vous pressiez pas pour terminer la chose. Je ne pourrais la réaliser moi-même car elle ne s’accorde pas à mon état d’esprit ; en revanche, elle vous va comme un gant. C’est Manfred de Byron dont voici le programme. »

Balakirev reproduit à nouveau le programme de Stasov, effectuant au passage quelques petites modifications, et il schématise entièrement la symphonie :

« Premier mouvement : avant de vous donner le programme, je vous avertis qu’à l’exemple de deux symphonies similaires de Berlioz (la Fantastique et Harold), votre future symphonie doit comporter son idée fixe, laquelle dépeindrait Manfred lui-même et apparaîtrait dans chaque mouvement.
La tonalité du mouvement serait fa dièse mineur, le second thème serait en ré majeur.
Deuxième mouvement : Adagio pastorale (la majeur). Bien sûr, au début du mouvement, vous aurez à écrire quelque chose suggérant une chasse, mais il faudra être très attentif à ne pas sombrer dans le banal. Dieu vous préserve des vulgarités dans le style des fanfares allemandes et de la Jägermusik.
L’apparition d’Astarté devrait se faire en ré bémol majeur, précédemment en ré majeur dans le premier mouvement ; il s’agit ici d’une pensée flottante, d’une sorte de réminiscence immédiatement effacée par la souffrance de Manfred. Cette musique doit être légère, transparente, aérienne, idéale et virginale. Ne convenez-vous pas qu’il s’agit là d’un fascinant programme ? Et si vous vous exercez convenablement, je suis certain que cela sera votre chef-d’œuvre. »

Balakirev conseille ensuite à Tchaïkovski d’écrire les deux parties de flûte sur la même portée et de n’utiliser qu’une seule ligne pour les percussions au lieu d’une portée complète car :

« Comme vous le voyez, je veux que votre futur chef-d’œuvre soit parfait en tous points et que rien ne doit être perfectible. Ce sujet n’est pas seulement profond, mais aussi contemporain, car le malaise du genre humain est dû au fait que l’homme n’arrive pas à préserver ses idéaux. Ils sont brisés et il ne subsiste pour la consolation de l’âme que la seule amertume. En conséquence, voilà d’où proviennent toutes les tribulations de notre temps. »

L’impression de malaise qu'il évoque sera immédiatement perceptible dès les premières mesures de Manfred, dans les dissonances des cordes. Mais à ce moment-là, l’œuvre n’est encore qu’un très vague projet et la réponse de Tchaïkovski, datée du 12 (24) novembre 1882 est tout sauf enthousiaste :

« Je ne dispose d’aucune traduction de Manfred et je ne veux pas vous donner une réponse définitive concernant votre programme tant que je n’aurai pas lu le texte de Byron. Si je remarque une forte affinité avec ce texte, je changerai peut-être mon attitude envers la tâche que vous me proposez, mais j’en doute. Dans tous les cas, je dois vous faire part des sentiments que j’ai éprouvés à la lecture de votre lettre.

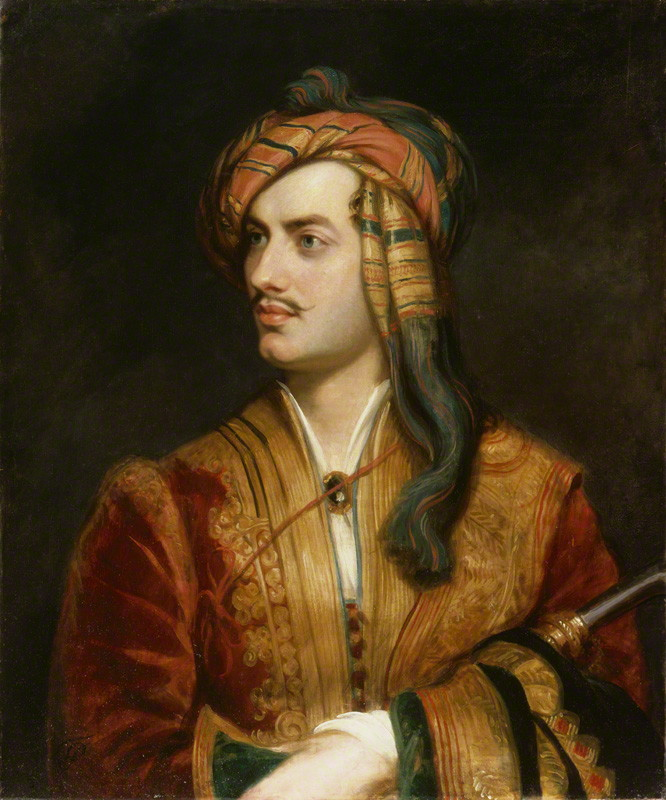
Lord Byron (1788–1824), poète britannique auteur de Manfred.

Bien que vous considériez La Tempête et Francesca comme mon apogée personnelle (ce que je réfute totalement), j’avais pensé en quelque sorte que votre programme pourrait faire naître en moi le désir de le transposer en musique et j’ai attendu avec une grande impatience votre lettre. Mais lorsque je la reçus, je fus déçu. Votre programme n’est rien d'autre que le manuel du symphoniste désireux d’imiter Berlioz. Je reconnais, en le parcourant, que l’on pourrait construire une symphonie complète dans le style de ce compositeur, mais cela me laisse absolument froid et lorsque l’imagination et le cœur se refroidissent, cela ne vaut vraiment pas la peine de se mettre à composer. Afin de vous plaire, je pourrais toujours, pour reprendre votre expression, “m’exercer” et extraire du fond de ma pensée une pleine série d’épisodes plus ou moins intéressants, dans lesquels on retrouverait la lugubre et conventionnelle musique de la dépression de Manfred, une quantité de paillettes dans l’orchestration du scherzo de la Fée des Alpes, un lever de soleil enluminé par les cordes aiguës des violons, et une mort de Manfred soulignée par des trombones jouant pianissimo ; je pourrais à cette occasion enjoliver ces épisodes à l’aide d'harmonies curieuses et piquantes, et enfin présenter cette œuvre au monde sous le titre élevé de Manfred, une symphonie d’après etc. Il se pourrait même que je reçoive des félicitations pour fruit de mon labeur, mais écrire de telles chose ne me tente vraiment pas. »

Tchaïkovski continue sa lettre en critiquant ses œuvres précédentes, dont Francesca et la Tempête, et la termine sur ces mots :

« Je n’ai jamais pensé que la musique à programme à la Berlioz fût généralement une fausse forme artistique, mais j’attire seulement votre attention sur le fait que je n’ai jamais rien produit de significatif dans ce domaine. Là-dessus, il faut certainement voir l’ombre de Schumann comme cause de ma froideur à l'égard de votre programme. J’admire profondément son Manfred et je suis si habitué à rattacher inconsciemment le Manfred de Byron avec celui de Schumann, que je ne sais comment approcher le sujet sans entendre en moi une autre musique que celle de Schumann… Mais tout compte fait, je lirai Manfred… »

En octobre 1884, Tchaïkovski rencontre Balakirev à l’occasion de la première d’Eugène Onéguine. Balakirev lui remet alors le programme original de Stasov dont le schéma musical a été considérablement revu par lui. La tonalité principale devrait être si-bémol mineur ; le second thème du premier mouvement devait être écrit en ré majeur, et ré-bémol majeur lors de la réexposition. Balakirev donne la tonalité de sol-bémol majeur pour le larghetto et s’en tient à ré majeur pour le scherzo. Il voit le final écrit en si-bémol mineur, l’ombre d’Astarté en ré-bémol majeur (con sordini) et enfin le requiem conclusif en si-bémol majeur. Il indique pour chaque mouvement des œuvres d’autres compositeurs, destinées à aider Tchaïkovski à trouver l’inspiration : parmi elles, Hamlet de Liszt et les préludes de Chopin.
À cette époque, rien n'assure que Tchaïkovski va entreprendre le projet, mais les conversations théologiques et philosophiques qu’il a eues avec Balakirev ont commencé à le convaincre. En outre, il est décidé à rendre hommage au chef de file du groupe des Cinq.
Le 31 octobre (12 novembre) 1884, Tchaïkovski, qui s’apprête à partir pour Davos où un de ses amis est en train de mourir, écrit à nouveau à Balakirev :

« Je pars demain matin. Je vais me rendre aujourd’hui chez un libraire et j’achèterai Manfred. Cela m’irait tout à fait de me rendre dans les Alpes et cette circonstance pourrait être bénéfique à la transposition musicale de Manfred, si je ne m’y rendais pas pour voir un mourant. Dans tous les cas, je vous assure que j’emploierai tous mes pouvoirs, quel qu’en soit le prix, pour réaliser votre vœu. »

De Davos, le 17 (29) novembre, il lui écrit : 

« J’ai lu Manfred et j’y pense sans arrêt, bien que je n’aie encore commencé à penser aux thèmes et à la forme. Je ne me presse pas davantage, mais je vous assure positivement que si je suis encore vivant à cette date, la symphonie sera achevée pas plus tard que cet été. »

### Composition
En fait, il faut attendre avril 1885 pour que les premières esquisses soient achevées. Pendant tout l’été 1885, Tchaïkovski travaille avec ardeur sur le projet ; le premier mouvement est terminé en juin, le scherzo lui prend un mois entier (juillet-août), la pastorale arrive à son terme le 11 (23) septembre tandis qu’il ne lui faut qu’un seul jour pour mettre un terme au finale (officiellement), c’est-à-dire qu’il l’achève le 12 (24) septembre. Le 13 (25), il écrit à Balakirev:

« J’ai accompli votre vœu. Manfred est fini, et dans quelques jours, on débutera l’impression de la partition. Je pense que vous serez un peu fâché par la vitesse avec laquelle j’ai écrit. Je sais que vous auriez préféré que j’achève Manfred en prenant mon temps, en parallèle avec d'autres œuvres. Vous avez probablement raison et j’aurais certainement suivi votre avis de ne pas me presser si je le pouvais. Le fait est que je ne le peux pas. Une fois que je suis absorbé par une tâche, je ne peux me reposer avant de l’avoir complètement achevée. Ainsi fonctionne mon enveloppe musicale ; probablement cette manie de vouloir achever à tout prix ce que j’entreprends, pour ainsi dire en un seul jet, est le cœur de tous mes défauts, mais peut-être aussi celui de mes mérites. Dans tous les cas, je ne peux faire autrement. Je travaillé à la partition de Manfred sans décoller, pendant quatre mois (de la fin mai à aujourd'hui). Ce fut une tâche très difficile, mais aussi très plaisante, surtout lorsqu’après avoir débuté au prix de grands efforts, je commençai à être absorbé par elle. Bien entendu, je ne peux prédire si cette symphonie vous plaira ou non, mais croyez-moi, jamais au cours de ma vie je ne me suis exercé de la sorte, ni autant épuisé au travail. La symphonie suit votre programme en quatre mouvements, mais je vous demande de m’excuser car je n'ai pu garder les tonalités et modulations que vous m’aviez indiquées, bien que j’aurais aimé le faire. La symphonie est écrite en si mineur ; seul le scherzo respecte la tonalité que vous m’aviez notifiée. La chose est très difficile d’exécution et requiert un énorme orchestre, c’est-à-dire un grand nombre de cordes. Au fur et à mesure que les épreuves seront corrigées, je vous les enverrai. J'ai fait moi-même la réduction pour piano, mais avant de la graver, je vais beaucoup la jouer et la retravailler. Manfred vous est naturellement dédié. »

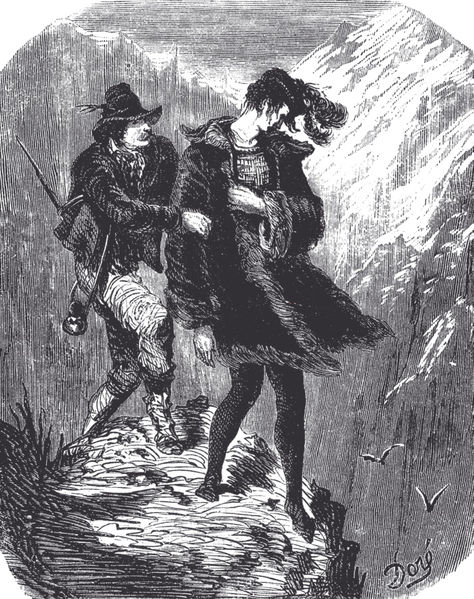
Prend garde, mon ami ! La prochaine étape est la mort !
Illustration pour le Manfred de Byron par Gustave Doré (1853)

En fait, la symphonie n’est pas encore achevée totalement, comme Tchaïkovski l’explique à son frère Modeste quelques jours après.
Ses sentiments à l’égard de l’œuvre ne cessent d’évoluer, allant de la franche hostilité à l’enthousiasme. Alors qu’il débutait la composition de Manfred, il avait écrit à Sergueï Taneiev, l’un de ses élèves préférés :

« Après beaucoup d’hésitation, j’ai décidé d’écrire Manfred, depuis que je me suis aperçu que je n’aurai pas de repos tant que je n’aurai pas tenu ma promesse donnée inconsidérément à Balakirev cet été. Je ne sais pas ce qui va en advenir, mais à présent, je ne cesse d’être déçu par moi-même. Il est mille fois plus plaisant d’écrire sans programme. Je me sens comme un charlatan abusant son public : je ne le paie non pas avec de l’argent sonnant mais avec du papier-monnaie sans valeur. »

Tchaïkovski rejoint les désillusions de Claude Debussy sur la musique à programme. Jamais il ne s’est plaint autant à propos d’une œuvre, mais ces plaintes finissent par le convaincre du bien-fondé de la réalisation. En juillet 1885, alors qu’il n’en est encore qu’au deuxième mouvement, il écrit à Emiliya Pavlovskaïa :

« La symphonie s’est révélée vaste, sérieuse, difficile, chronophage, parfois épuisante. Mais une voix intérieure me dit que je ne travaille pas en vain et que cette œuvre sera l’une de mes meilleures symphonies. »

À sa cousine Anna Merkling, il écrit en septembre :

« J’achève en ce moment l’œuvre qui m’a pris tout mon été. Cela m’a coûté un effort inhabituel, car ce fut un problème très complexe. Finalement, je suis en train de l’achever et petit à petit, à mesure que le mot fin approche, mon esprit se fait de plus en plus léger et respire plus librement. Je fus nerveux et déprimé pendant tout l’été : la faute en revient au sujet sinistre de cette symphonie, le Manfred de Byron. »

## Création et jugement de Tchaïkovski surManfred
La symphonie est créée à Moscou le 11 mars (26 mars) 1886 sous la direction de Max Erdmannsdörfer. Tchaïkovski est enthousiaste, tout comme le public qui lui a fait bon accueil. À cette occasion, il écrit à sa protectrice, Nadejda von Meck, que cette œuvre est la meilleure de toutes les symphonies qu’il a écrites.
Ce jugement ne dure qu’un temps ; le compositeur traverse des moments d'abattement et une profonde crise d’inspiration au cours des années 1888–1890. En 1888, il écrit au grand-duc Constantin :

« Sans vouloir me montrer plus modeste que je ne le suis, je peux dire que cette production est abominable et que je la hais profondément, à l’exception du premier mouvement. Ainsi, si j’avais l’accord de l'éditeur, je détruirai les trois autres mouvements, absolument insignifiants sur le plan musical (le final est mortel) et à partir de cette symphonie lourdement dessinée, je créerais un « symphonische Dichtung ». Alors, j’en suis convaincu, mon Manfred serait en mesure d’être agréable à entendre et c’est ainsi que cela devrait être. J’écrivis le premier mouvement avec plaisir — le reste du matériel est le résultat d’un effort continu, qui, je me rappelle, me fut vraiment désagréable. »

La partition est cependant restée telle qu’elle était à sa création, l’auteur ayant été absorbé par de nouveaux projets, dont la Cinquième Symphonie et La Dame de pique.

## Analyse
Plusieurs thématiques sont dessinées[réf. nécessaire] dans Manfred : 
- la relation amour-haine que Tchaïkovski noue avec Balakirev, chef du groupe des Cinq, créateur lui aussi d’une musique à programme avec le poème symphonique Tamara ;
- la conception platonicienne de la création, émanation d’une puissance supérieure, la voix intérieure ;
- l’affirmation d’un nouvel orchestre : Manfred est la seule symphonie de Tchaïkovski à requérir un orchestre élargi, c’est-à-dire avec cor anglais, clarinette basse, deux cornets en plus des trompettes et deux harpes. En cela, l’on retrouve l'instrumentation des ballets ou des derniers opéras : le prélude Yolande débute avec la même combinaison de bois graves).

Manfred peut être considérée comme[réf. nécessaire] une œuvre vraiment contemporaine pour son époque. Tout en détestant le programme de Balakirev, Tchaïkovski s’est soumis au jeu proposé par son mentor, en mettant en scène ses propres sentiments déguisés et en s’obligeant à aller bien plus loin qu'il n'était allé dans sa Quatrième Symphonie : les dissonances et les fanfares de l'introduction — de simples accords mineurs de cuivres, très lourds — sont bien plus glaçantes[réf. nécessaire] que celles de sa Quatrième.

## Transcriptions et utilisations
- Tchaïkovski et Aleksandra Hubert, arrangèrent cette symphonie pour deux pianos (4 mains) entre juin (?) et novembre 1885.
- Le premier et le quatrième mouvement ont été utilisés dans une série d’animation japonaise, Gankutsuō (2005).

## Enregistrements
- Arturo Toscanini enregistra l’œuvre plusieurs fois avec son orchestre symphonique de la NBC, en 1940, en 1949 et en 1953. La version de 1953 (Music & Arts), particulièrement réputée, est bien représentative de la vision qu’avait Toscanini de cette œuvre. Le chef a fait d’importantes coupures dans la partition, principalement dans le dernier mouvement[7].
- Igor Markevitch, à la tête de l’orchestre symphonique de Londres, enregistra l’œuvre en 1963.
- Evgueni Svetlanov enregistra trois fois Manfred : en 1967 avec l’orchestre symphonique d’État de l’URSS (Melodiya) et en 1992 avec l’orchestre symphonique d’État de Russie (Canyon Classics). Dans cette deuxième version, aux tempos caractéristiques, le chef prend un maximum de risques dans les passages enfiévrés ; le passage du final avec le choral d’orgue est absent. Il l'enregistra également en 1989 lors d'un concert avec l'Orchestre philharmonique de Berlin. Cet enregistrement est particulier dans la mesure où il fit plusieurs coupures dans le final (mesures 141 à 257, soit un tiers de l'exposition, la première section lente Andante, puis la fugue centrale), et réintroduisant la coda du premier mouvement (Andante con duolo), et supprimant le choral d'orgue et la coda écrits à l'origine.
- Lorin Maazel enregistra l’œuvre en 1972 avec l’orchestre philharmonique de Vienne, et Riccardo Muti en 1981 à la tête de l’orchestre Philharmonia (label EMI). Cette dernière version (sans aucune coupure) est une des plus réputées.
- En 2008, Vasily Petrenko enregistre la Symphonie Manfred et la ballade symphonique Le Voïévode, avec l'Orchestre philharmonique royal de Liverpool chez (Naxos[8].